# Exim
Az Exim a Cambridge-i egyetem által fejlesztett levelezőszerver (MTA=Mail Transfer Agent), ami a GNU General Public License feltételei szerint szabadon felhasználható. UNIX típusú operációs rendszerekre tervezték, de létezik Windows alatt futtatható verziója is.

## Története
Az Exim első verzióját Philip Hazel 1995-ben készítette el a Cambridge-i egyetem részére a Smal-3 levelező szerver alapján, azonban attól mind felépítésében, mind filozófiájában eltér.
A név az EXperimental Internet Mailer (Magyarul hozzávetőleg: kísérleti internet levelező) kifejezés rövidítése.

## Feladata
- Elsődleges feladata az e-mail forgalom kezelése SMTP protokoll, illetve annak kiterjesztései segítségével.
- Önmagában sem a POP3 sem az IMAP protokollt nem támogatja, azonban külső programokkal együttműködik, amelyek támogatják.
- Mind mailbox, mind maildir formátumban képes az üzenetek tárolására.
- Külső programokkal a szolgáltatásai széleskörűen bővíthetőek (spam, illetve vírusszűrés).
- Beépített perl interpretere segítségével összetett üzenetfeldolgozási feladatokra is képessé tehető.